# 北京师范大学数学科学学院
39°57′37″N 116°22′02″E / 39.960173°N 116.36736°E

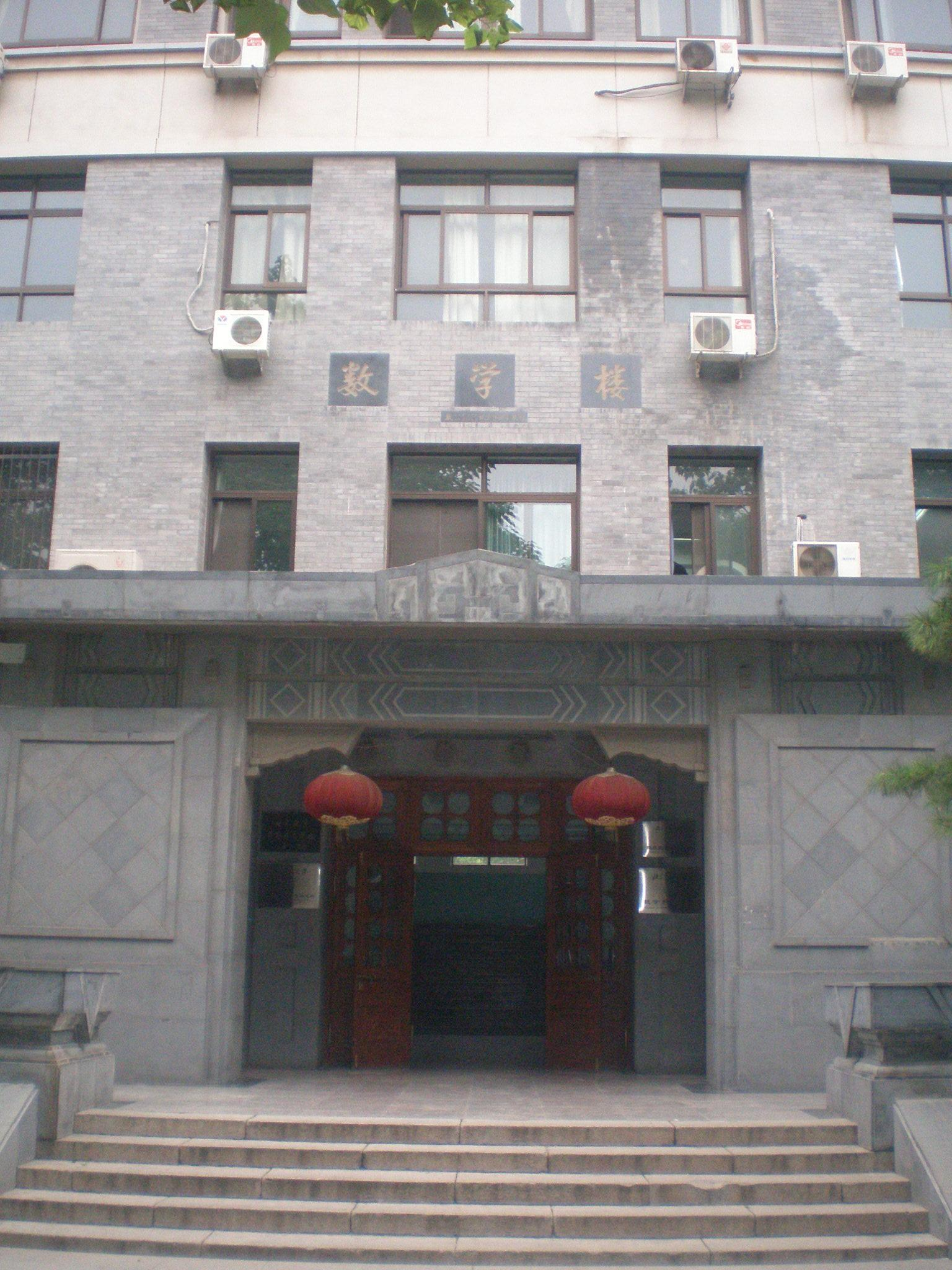
北京师范大学数学楼

北京师范大学数学科学学院是北京师范大学的一个下属院系机构，致力于数学科学的研究和教学工作。学院现任党委书记为唐仲伟。

## 学院历史
北京师范大学数学科学学院的前身是成立于1915年的北京高等师范学校数理部，1922年改称北京师范大学数学系，2004年改称为北京师范大学数学科学学院。

## 师资力量
学院拥有中国科学院院士2人（王梓坤、陈木法），第三世界科学院院士1人（陈木法），长江学者奖励计划特聘教授、讲座教授和青年学者共5人，千人计划3人，国家杰出青年科学基金获得者3人、国家优秀青年科学基金获得者2人，高等学校教学名师奖获得者1人，国家级中青年有突出贡献专家6人，国家级新世纪百千万人才2人，国家教育部跨世纪人才培养计划和新世纪优秀人才支持计划11人，国家教育部高校青年教师奖2人，北京市高等学校教学名师奖4人，国务院政府特殊津贴获得者44人(其中在职11人)。

## 扩展阅读
- 北京师范大学：http://www.bnu.edu.cn/（页面存档备份，存于）
- 数学科学学院：http://math.bnu.edu.cn/（页面存档备份，存于）